# باشگاه فوتبال ملادوست لوچانی
باشگاه فوتبال ملادوست لوچانی (انگلیسی: FK Mladost Lučani) یک باشگاه فوتبال مستقر در لوچانی، صربستان است که در حال حاضر در سوپر لیگ فوتبال صربستان،  بالاترین سطح لیگ فوتبال در این کشور به فعالیت می‌پردازد.